# Praia de Itacimirim
Praia de Itacimirim é um trecho do litoral do município de Camaçari, no estado da Bahia, no Brasil. Anteriormente apenas uma vila de pescadores, Itacimirim é formada por uma estreita faixa de terra com a praia a leste e, a oeste, as lagoas das Virgens e Velado.
"Itacimirim" é um termo oriundo da língua tupi. Significa "pequena mãe de pedra", através da junção dos termos itá ("pedra"), sy ("mãe") e mirim ("pequeno").
Faz parte da zona turística da Costa dos Coqueiros e é a última praia na Estrada do Coco no sentido Salvador-Praia do Forte. A foz do Rio Pojuca a separa da Guarajuba e, em função do rio, suas águas ficam turvas ao norte.[carece de fontes?]
Seu trecho mais famoso recebe a designação de "Praia da Espera", onde em 1984, Amyr Klink aportou depois de cruzar o Atlânticoe onde existem barracas onde são vendidos bebidas e alimentos.
Possui areia amarelada e ondas suaves. Conta com pousadas e um resort de luxo com infraestrutura de alimentação. Possui muitas casas de veraneio e, durante a maior parte do ano, sua população é somente a nativa.[carece de fontes?]